# Автошлях E08

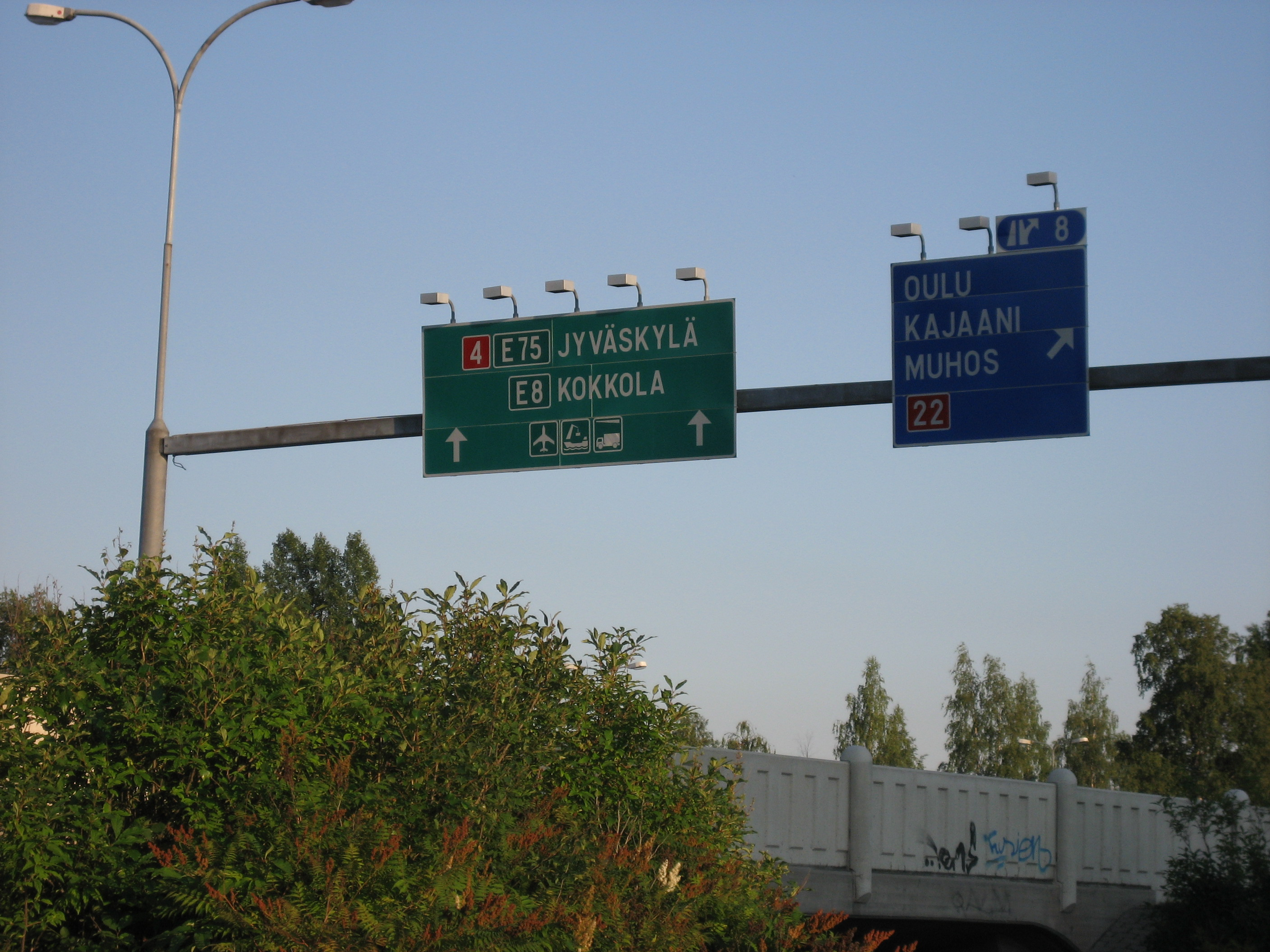
Дорожній знак над E75/E8/дорога 4 біля Оулу

Європейський маршрут E08 — це європейський маршрут, який прямує від Тромсе, Норвегія, до Турку, Фінляндія. Довжина маршруту — 1 410 кілометрів (880 миля).
- E8: Тромсе — Нордкьосботн — Скіботн — Кільпіс'ярві — Кааресуванто — Муоніо — Торніо — Кемінмаа — Кемі — Оулу — Лимінка — Рааге — Калайокі — Коккола — Вааса — Порі — Раума — Турку

Дорога E8 була введена в 1992 році між Тромсе і Торніо. У старішій дорожній системі E її називали E78 з 1962 року. E8 був продовжений із Торніо до Турку у 2002 році. У старішій дорожній системі E, яка використовувалась до 1985 р. (у скандинавських країнах 1992 р.), E8 йшов Лондон — Гарвіч — Хук Голландії — Ганновер — Берлін — Варшава — Брест.

## Маршрут
- Норвегія
  - E8: Тромсе — Нордкьосботн (E6) — Скіботн E6)
- Фінляндія
  - 21: Кільпіс'ярві — Кааресуванто (E45) — Торніо E4)
  - 29: Торніо (E4) — Кемі (E75)
  - 4: Кемі (E75) — Оулу (E75)
  - 8: Оулу (E75) — Вааса (E12) — Порі — Турку (E18 E63)